# Терье, Мартен
Марте́н Альбе́р Фредери́к Терье́ (фр. Martin Albert Frédéric Terrier; 4 марта 1997 года, Армантьер, Франция) — французский футболист, вингер клуба «Байер 04». Обладатель Суперкубка Германии 2024.

## Карьера
Является воспитанником футбольного клуба «Лилль». Начал заниматься в нём в семь лет, окончил академию в 2015 году. С сезона 2015/16 выступал за вторую команду. Дебютировал за неё 22 августа 2015 года в поединке против «Олимпика Сен-Квентин». Всего в дебютном сезоне провёл 17 встреч, в 12 из них выходил в стартовом составе, забил 2 мяча. 25 июня 2016 года подписал свой первый профессиональный контракт.
Сезон 2016/17 начал также во второй команде, в октябре стал тренироваться с основной командой. 22 октября 2016 года дебютировал за «Лилль» в Лиге 1 в поединке против «Бастии», выйдя на поле на 84-й минуте вместо Ива Биссумы.

## Достижения

### Командные достижения
«Олимпик Лион»
- Финалист Кубка лиги: 2019/20

«Байер 04»
- Обладатель Суперкубка Германии: 2024